# Сен-Лоран-дю-Вар
Сен-Лора́н-дю-Вар (фр. Saint-Laurent-du-Var, окс. Sant Laurenç de Var) — коммуна на юго-востоке Франции в регионе Прованс — Альпы — Лазурный берег, департамент Приморские Альпы, округ Грас, кантон Кань-сюр-Мер-2. До марта 2015 года коммуна административно входила в состав упразднённого кантона Восточный Сен-Лоран-дю-Вар-Кань-сюр-Мер (округ Грас). Сен-Лоран-дю-Вар — курортный пригород Ниццы, здесь распространены активные виды отдыха и сёрфинг.
Площадь коммуны — 10,11 км², население — 30 076 человек (2006) с тенденцией к стабилизации: 29 343 человека (2012), плотность населения — 2902,4 чел/км².

## Население
Население коммуны в 2011 году составляло 29 942 человека, а в 2012 году — 29 343 человека.
| 1962 | 1968  | 1975  | 1982  | 1990  | 1999  | 2006  | 2011  | 2012  |
| ---- | ----- | ----- | ----- | ----- | ----- | ----- | ----- | ----- |
| 8186 | 10156 | 15503 | 20678 | 24426 | 27141 | 30076 | 29942 | 29343 |

Динамика численности населения:

## Экономика
В 2010 году из 18 987 человек трудоспособного возраста (от 15 до 64 лет) 14 554 были экономически активными, 4433 — неактивными (показатель активности 76,7 %, в 1999 году — 71,8 %). Из 14 554 активных трудоспособных жителей работали 13 280 человек (6560 мужчин и 6720 женщин), 1274 числились безработными (572 мужчины и 702 женщины). Среди 4433 трудоспособных неактивных граждан 1382 были учениками либо студентами, 1669 — пенсионерами, а ещё 1382 — были неактивны в силу других причин.
На протяжении 2010 года в коммуне числилось 14 580 облагаемых налогом домохозяйств, в которых проживало 28 598,0 человек. При этом медиана доходов составила 21 тысяча 158 евро на одного налогоплательщика.

## Транспорт
Неподалёку от коммуны, возле устья реки Вар расположен аэропорт «Ницца Лазурный берег».

## Города-побратимы
- Ландсберг-на-Лехе, Германия
- Вальдхайм, Германия
- Шиофок, Венгрия